# Уддака Рамапутта
Уддака Рамапутта (пали  उद्दक रामपुत्त, санскр. उद्रक रामपुत्र) — мудрец и учитель медитации, в буддийской традиции считается одним из двух учителей бодхисаттвы Гаутамы до того, как он достиг Пробуждения и стал Буддой. «Рамапутта» означает «сын Рамы», возможно, имеется в виду отец или духовный учитель. Уддака Рамапутта, возможно, был джайном и обучал утончённой медитации, известной как достижение нематериальной сферы или сферы без форм.
Известен только из буддийских текстов.
После ухода из дворца своего отца Гаутама Будда сначала отправился к Аларе Каламе и вскоре, следуя его методу, был признан равным своему учителю. Гаутама стремился узнать больше и решил отправиться на поиски другого наставника, вместо того чтобы остаться и вместо с Аларой Каламой управлять сообществом его учеников. Он нашёл Уддаку Рамапутту и принял его как учителя.
В то время как Алара Калама посчитал Будду равным и попросил его возглавить свою общину вместе с ним, Уддака Рамапутта признал Будду вышестоящим и равным своему предшественнику Уддаке Раме, который фактически достиг «сферы ни восприятия, ни невосприятия», чего не удалось самому Рамапутте. Уддака Рамапутта попросил Будду взять на себя единоличное руководство его учениками и сообществом, но Будда предпочёл продолжить странствия.
После пробуждения Будда сначала подумал об Уддаке Рамапутте как о ком-то, кто сможет постичь его Дхарму, но понял, что тот уже умер. В других текстах Будда назвывал Уддаку Рамапутту тем, кто заявлял о достижениях и понимании, не добившись их для себя.